# Dipoena wangi
Dipoena wangi là một loài nhện trong họ Theridiidae.
Loài này thuộc chi Dipoena. Dipoena wangi được Chuandian Zhu miêu tả năm 1998.